# Letnie Mistrzostwa Szwecji w Skokach Narciarskich 2013
Letnie Mistrzostwa Szwecji w Skokach Narciarskich 2013 – zawody w skokach narciarskich, przeprowadzone 6 października 2013 w miejscowości Örnsköldsvik w celu wyłonienia indywidualnego i drużynowego mistrza Szwecji.
W konkursie indywidualnym, który odbył się na obiekcie normalnym, zwyciężył Carl Nordin, drugie miejsce zajął Josef Larsson, a trzeci był Simon Eklund. Konkurs składał się z dwóch serii, których wyniki pozwoliły wyłonić zarówno indywidualnych, jak i drużynowych medalistów. Po zsumowaniu not poszczególnych zawodników utworzono klasyfikację drużynową. Złoty medal w drużynie zdobył zespół Sollefteå GIF, w skład którego weszli: Josef Larsson, Martin Gundersson i Erik Gundersson.

## Medaliści
| Konkurs                        | Złoto                                                                  | Srebro                                                                   | Brąz                                                                  |
| ------------------------------ | ---------------------------------------------------------------------- | ------------------------------------------------------------------------ | --------------------------------------------------------------------- |
| indywidualny skocznia normalna | Carl Nordin                                                            | Josef Larsson                                                            | Simon Eklund                                                          |
| drużynowy skocznia normalna    | Sollefteå GIF 1. Josef Larsson 2. Martin Gundersson 3. Erik Gundersson | Sollefteå GIF 1. Marcus Flemström 2. Sebastian de Wall 3. Anton Eriksson | Sollentuna BHK 1. Pietro Nilsson 2. Harald Liljedahl 3. David Nilsson |

## Wyniki

### Konkurs indywidualny
| Miejsce | Zawodnik          | Skok 1 | Skok 2 | Nota  |
| ------- | ----------------- | ------ | ------ | ----- |
| 1.      | Carl Nordin       | 87,5   | 94,0   | 233,0 |
| 2.      | Josef Larsson     | 83,0   | 95,0   | 218,0 |
| 3.      | Simon Eklund      | 84,5   | 90,5   | 213,5 |
| 4.      | Martin Gundersson | 74,5   | 73,0   | 155,0 |
| 5.      | Erik Gundersson   | 73,5   | 76,0   | 154,5 |
| 6.      | Marcus Flemström  | 65,0   | 73,5   | 136,5 |
| 7.      | Olof Lundgren     | 68,0   | 70,5   | 135,5 |
| 8.      | Sebastian de Wall | 60,0   | 67,5   | 106,5 |
| 9.      | Anton Eriksson    | 58,0   | 63,0   | 91,5  |
| 10.     | Pietro Nilsson    | 58,0   | 58,0   | 79,0  |
| 11.     | Harald Liljedahl  | 52,0   | 54,5   | 59,0  |
| 12.     | David Nilsson     | 50,0   | 49,0   | 36,5  |

### Konkurs drużynowy
| Miejsce | Drużyna                                                                  | Nota  |
| ------- | ------------------------------------------------------------------------ | ----- |
| 1.      | Sollefteå GIF 1. Josef Larsson 2. Martin Gundersson 3. Erik Gundersson   | 524,5 |
| 2.      | Sollefteå GIF 1. Marcus Flemström 2. Sebastian de Wall 3. Anton Eriksson | 334,5 |
| 3.      | Sollentuna BHK 1. Pietro Nilsson 2. Harald Liljedahl 3. David Nilsson    | 174,5 |